# Jordi Cervera i Martínez
Jordi Cervera i Martínez (Reus, 14 de juliol de 1960) és un nedador de llarga distància català. Va estudiar al Canadà.

## Nedador en aigües obertes
Entre les seves fites més importants cal destacar el creuament del Canal de la Mànega el 1984, amb un temps de 10:04 hores; creuament de l'estret de Gibraltar el 1985 amb 3:04, record del món de 24 hores el 1982 amb 88 km 712 metres; també va fer diverses proves al Nil (Egipte), a Luxor i El Caire, de 26 i 32 km, i al Canal de Suez de 32 km. Fou rècord del món per relleus de Mallorca a Tarragona el 1994. Fou medalla d'or del mèrit esportiu de la ciutat de Reus i millor esportista de la província de Tarragona.

## Carrera política
La seva activitat professional és en el sector de la banca. A finals del 2005 va presentar la seva candidatura per anar de cap de llista de Reus per CiU a les eleccions municipals, però va retirar-se al gener del 2006 en anunciar Carles Pellicer, el cap local de CiU, que compatibilitzaria les seves tasques al parlament català amb les de cap de l'oposició municipal i que per tant també optava a ser cap de llista.
Després d'abandonar CiU, el 2011 va crear el partit municipalista Ara Reus amb el qual es presenta a les eleccions municipals de 2011 com a cap de llista, amb l'objectiu de transparència en qüestions d'economia i administració pública. En aquestes eleccions, "araReus" va aconseguir dos regidors electes, el mateix Jordi Cervera i Cori Fargas. Aquests resultats es van repetir a les eleccions del 2015 (aviat però Fargas fou substituïda per Dani Rubio). El 25 gener del 2016 va entrar al govern municipal de CDC dirigit per l'alcalde Carles Pellicer.

## Reconeixements
En 2010 va rebre la medalla de bronze al mèrit esportiu.